# Кеттел, Реймонд Бернар
Реймонд Бернар Ке́ттел (Кеттелл) (англ. Raymond Bernard Cattell; 20 марта 1905 — 2 февраля 1998) — британский и американский психолог, внёсший существенный вклад в развитие дифференциальной психологии в областях черт личности, способностей и мотивации. Автор одной из наиболее влиятельных теорий личности, разработанных в психологии XX века, автор теории флюидного и кристаллизованного интеллектов. Являлся последовательным сторонником мультивариативных исследований в психологии. Опубликовал 55 книг и более 500 статей. Автор 16-факторной модели личности и создатель соответствующей психодиагностической методики.

## Биография
Реймонд Бернар Кеттел родился в Стаффордшире в 1905 году. В 16 лет поступил в Королевский колледж Лондонского университета, где обучался химии и физике. В 1924 г. Кеттел получил степень бакалавра по специальности «химия» в Лондонском университете. За несколько месяцев до окончания и получения диплома с отличием решил посвятить свою карьеру психологии. В 1929 г. получил степень доктора психологии в Лондонском университете. Будучи студентом-дипломником, работал в качестве ассистента у выдающегося психолога Чарльза Спирмена, разработавшего метод факторного анализа.
С 1932 по 1937 год Кеттел руководил психиатрической клиникой города Лейсестера в должности директора. В 1937 г. ему присвоили степень доктора наук Лондонского университета. После этого Кеттел сотрудничал с профессором Э. Л. Торндайком в педагогическом колледже Колумбийского университета в Нью-Йорке. С 1938 г. Кеттелл работал профессором психологии в Университете Кларка, а с 1941 - лектором в Гарвардском университете. В 1944 г. Кеттелл перешёл в Иллинойсский университет на пост профессора-исследователя в области психологии. Там он руководил лабораторией по исследованию личности и анализа группового поведения (занимал эту должность 30 лет).
В 1973 году Кеттел переехал в Боулдер, где основал Институт по исследованию основ морали и самореализации. С 1977 г. стал консультирующим профессором при Гавайском университете, а также почетным профессором в Иллинойсе.
Умер Кеттел 2 февраля 1998 года в возрасте 92 лет в своём доме на Гавайях.

## Основные труды
В 1940-е годы Кеттел опубликовал множество книг и статей, освещающих исследования различных областей - экспериментальной психологии, социальной психологии и генетики. Основные его труды относятся к области систематического исследования личности человека. Наиболее значительные работы в этом направлении:
- 1946 г. – «Описание и измерение личности»,
- 1950 г. – «Личность: системное теоретическое и фактическое исследование»,
- 1957 г. – «Личностное и мотивационное структурное измерение»,
- 1965 г. – «Научный анализ личности»,
- 1982 г. – «Наследование личности и способностей»,
- 1987 г. – «Бейондизм: религия от науки».

Также Р. Кеттел провёл интересные психологические исследования в области: юмора (1947), музыкальных предпочтений (1954), лидерства (1954), интеллекта (1963), психопатологии (1966), креативности (1968), установки на реакции (1968).

## Ключевые понятия
Аттитюд (Attitude). Специфический образ действий, который субъект желает или хочет реализовать в конкретной ситуации. Аттитюд включает в себя стимул или ситуацию, интерес (интенсивное желание), реакцию и объект. Происхождение конкретного аттитюда обычно прослеживается до первичного, врождённого побуждения, то есть одного из эргов.
Динамическая черта (Dynamic trait). Черта, активизирующая и направляющая человека к конкретным целям. К динамическим чертам относятся эрги и семы.
Динамическое исчисление (Dynamic calculus). Комплексный метод определения силы и направленности аттитюдов. В динамическом исчислении эрги и семы рассматриваются как основа любой мотивации, они входят в поведенческое уравнение (behavioral equation), позволяющее вычислить аттитюд данного индивида в конкретной ситуации.
Корреляционная матрица (Correlation matrix). Общая совокупность данных в массе переменных, используемых в факторном анализе.
Кристаллизованный интеллект (Crystallized intelligence). С другой стороны, отвечает за применение в настоящем ранее полученных знаний. Первичный фактор B — это кристаллизованный интеллект, и для него Кеттел оценил долю наследственности в 60 %. Для подвижного интеллекта, черты второго порядка, доля наследственности равна 65 %.
Основные черты (Source traits). Черты, предопределяющие поведение, основные структуры, составляющие личность.
Поверхностные черты (Surface traits). Наблюдаемые формы поведения, имеют значение лишь как исходный пункт, с которого удобно начинать исследование, или как индикаторы основных черт.
Подвижный интеллект (Fluid intelligence). Позволяет нам усваивать новый материал, независимо от того, приходилось ли нам уже иметь дело с подобными вещами.
Семы (Sems [socially shaped ergic manifolds]). «Социально сформированные проводящие структуры эргов». Выученные или приобретенные динамические черты, промежуточные цели, связывающие аттитюд с изначальным эргом. Семы берут свою энергию из эргов и придают аттитюдам некоторую организацию и стабильность.
Состояние (State). Понятие, относимое Кеттелом к временным изменениям в поведении, появляющимся в результате изменений в окружающей среде. Примеры психологических состояний — радость, гнев, страх, беспокойство. В число физиологических состояний входят ритм сердца, температура тела и кровяное давление.
Способность (Ability trait). Динамическая черта личности, определяющая умение и эффективность в достижении целей.
Темпераментная черта (Temperament trait). Основная черта, влияющая на эмоциональные характеристики поведения.
Фактор (Factor). Скрытая переменная, получаемая при обработке данных при помощи факторного анализа.
Факторная нагрузка (Factor loading). Корреляция между данным пунктом и фактором, с которым он соотносится.
Факторный анализ (Factor analysis). Метод, используемый для определения скрытых психологических переменных личности или скрытых переменных в вопросах тестов, которые выявляются при обработке корреляционной матрицы.
Черта (Trait). Относительно постоянное свойство или расположение, то, от чего зависит поведение человека в конкретной ситуации.
Эрг (Erg). Врождённое биологическое побуждение или мотив. Эрги у людей — эквиваленты инстинктов у животных. Термин «эрг» относится к энергии, происходящей из первичных побуждений, таких как сексуальное влечение, голод, любопытство, гнев и т. д. Кеттел выделил 10 основных эргов, большинство из которых свойственны также и млекопитающим.
L-данные (L-data). Данные измерения поведения в естественных условиях.
Q-данные (Q-data). Индивидуальные данные, полученные по результатам заполнения опросников.
T-данные (T-data). Данные, полученные при помощи объективных тестов.

## Публикации
- Cattell, R. B. (1983). Structured personality learning theory. New York: Praeger.
- Cattell, R. B. (1984). The voyage of a laboratory: 1928-1984. Multivariate Behavioral Research, 19, 121-174.
- Cattell, R. B. (1990). The birth of the Society of Multivariate Experimental Psychology.  Journal of the History of the Behavioral Sciences, 26, 48-57.